# Dunkelrot-weiß-rosenrot

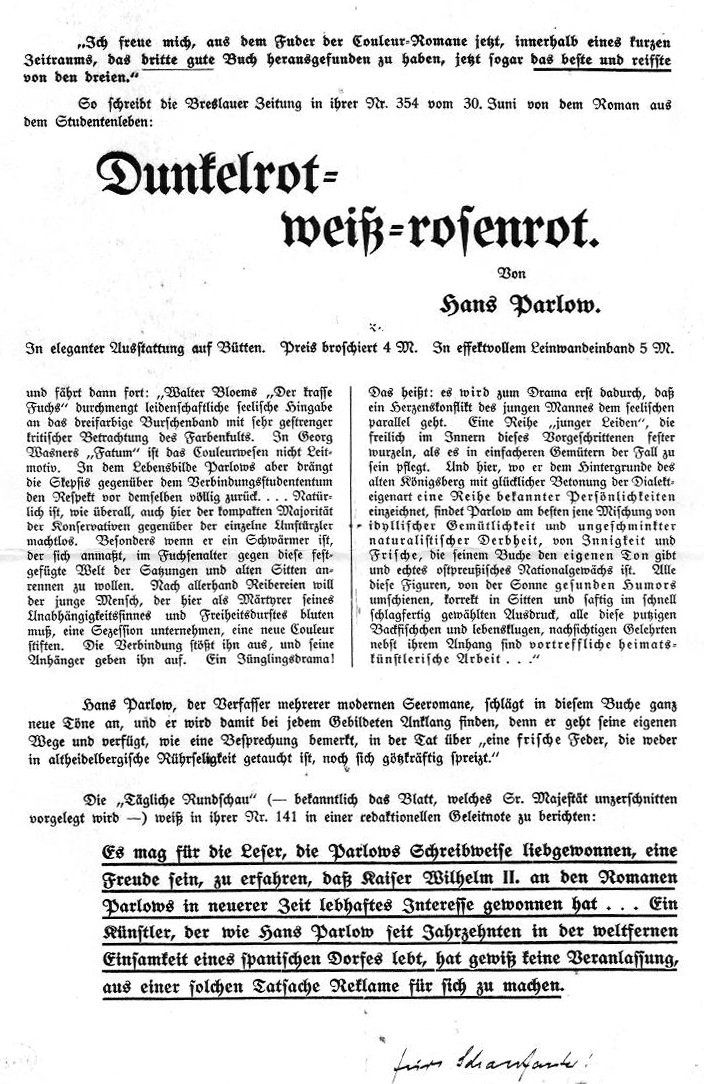
Pressestimmen

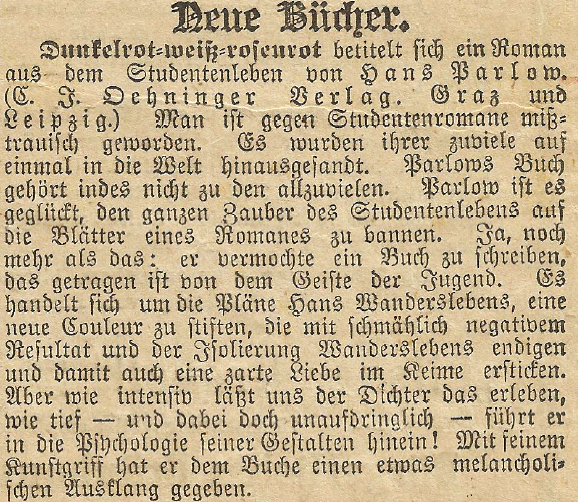
Zeitungskritik zu Dunkelrot-weiß-rosenrot

Dunkelrot-weiß-rosenrot ist ein Roman des deutschen Schriftstellers Johann „Hans“ Parlow, der in dem Werk seine eigenen Erinnerungen an die Mitgliedschaft in der Burschenschaft Germania Königsberg darlegt. Das Buch erschien erstmals 1907 im Grazer Verlag von C. J. Oehninger. Im Jahre 1911 veröffentlichte die Tägliche Rundschau das Werk für seine Leser. Dunkelrot-weiß-rosenrot blieb der einzige Königsberger Studentenroman.

## Inhalt
Der 19-jährige Student Hans Wandersleben ist frischgebackenes Mitglied der Königsberger Burschenschaft Germania. Sein anfänglicher Idealismus macht jedoch schnell einer zunehmenden Enttäuschung Platz. Im Laufe der Zeit entwickelt sich zwischen ihm und dem älteren Bundesbruder Plautsch eine Feindschaft, die während eines Disputs auf einer Versammlung der Couleurstudenten ihren vorläufigen Höhepunkt erreicht. Der von allen Burschen geachtete Philister und Regierungsassessor Adalbert von Küchmeister findet Gefallen an dem jungen Wandersleben und nimmt sich seiner an. Gleichwohl eckt dieser auch weiterhin bei den Germanen an, weshalb er beschließt, eine neue Studentenverbindung mit den Farben Dunkelrot-weiß-rosenrot zu gründen. Selbige sind den Färbungen der Stirn-, Wangen- und Mundpartie der schönen, polnischstämmigen Olga Schanewski nachempfunden, in die sich Wandersleben verliebt hat. Doch sowohl die neue Verbindung wie auch die Erfüllung seiner großen Liebe sind zum Scheitern verurteilt.

## Rezension
Die Kritiken fielen damals zu weiten Teilen sehr positiv aus.

„Ich freue mich, aus dem Zuber der Couleur-Romane jetzt, innerhalb eines kurzen Zeitraums, das dritte gute Buch herausgefunden zu haben, jetzt sogar das beste und reifste von den dreien.“

Für Emil Popp zeichnet der Roman, der in mancher Hinsicht zwar „oberflächlich und gelegentlich auch schon kitschig-sentimental“ sei, ein historisches Bild des Königsberger Studententums der späten 1870er Jahre.

## Aktuelle Publikation
- Hans Parlow: Dunkelrot-weiß-rosenrot, WJK-Verlag, Hilden 2011, ISBN 978-3-940891-09-9.